# Franco Fuschi
Franco Fuschi (ur. w 1945 w Padwie, zm. 25 kwietnia 2009 w Alessandrii) – włoski seryjny morderca działający w latach 1977–1994 w okolicach Turynu i który zamordował jedenaście osób. 

## Młodość
O jego dzieciństwie wiadomo niewiele. Już jako dorosły, Fuschi zaciągnął się do włoskiej marynarki wojennej i służył w jednostce specjalnej CONSUBIN, gdzie odsłużył 19 lat.  W 1972 roku, poślubił Emilię Artesiano z Piemontu. Po odejściu z armii, miał poważne problemy finansowe i aby zarobić na życie, pracował jako rolnik i wykonywał drobne prace jako elektryk w Mattie. W połowie lat 70. Fuschi zaczął kraść różne przedmioty z odosobnionych lub opuszczonych domków na obrzeżach Turynu. W końcu zaczął zabijać świadków tych kradzieży, aby uniknąć złapania.

## Zbrodnie
Pierwszego morderstwa dokonał 10 listopada 1977 roku. Wówczas, planował okraść dom w Piossasco. Podczas obserwacji domu został zauważony przez mieszkańców, którzy natychmiast zaczęli krzyczeć. Próbując ich odstraszyć, wystrzelił w kierunku domu, ale pocisk odbił się rykoszetem i trafił siostrę właściciela domu, 37-letnią Marię Rosę Carpinello, która zginęła na miejscu. Przez kolejne lata Fuschi dokona kilkunastu włamań do domów. Za każdym razem, gdy został przyłapany przez gospodarzy, mordował ich. Większość ofiar zginęła w wyniku postrzału, jedna od ran zadanych nożem. Jedno z dokonanych przez niego morderstw zostało błędnie uznane za zgon z przyczyn naturalnych. Policja będzie przekonana, że za zbrodnie odpowiadają gangi, a nie pojedyncza osoba. Przez długi czas, śledczy podejrzewali, że morderca jest Romem, gdyż w pobliżu miejsc zbrodni znajdowały się cygańskie obozy.   

## Przyznanie do winy i proces
W 1995 roku Fuschi został aresztowany za udział w nielegalnym handlu bronią. Podczas pobytu w areszcie przyznał się do przemytu broni, a w styczniu 1996 roku, spontanicznie, zaczął przyznawać się do różnych morderstw popełnionych w miasteczkach położonych na przedmieściach Turynu. Po weryfikacji, władze uznały, że jest sprawcą jedenastu morderstw. Twierdził, że w kilku morderstwach pomagał mu wspólnik, ale odmówił jego wydania. Pozostałe jego twierdzenia traktowano ze sceptycyzmem. Łącznie Fuschi przyznał się do ponad 30 morderstw, w tym w Pakistanie, Japonii oraz Egipcie. Przechwalał się śledczym, że był płatnym mordercą działającym na zlecenie służb specjalnych wielu krajów. Przyznał się też do dokonania zamachu bombowego na Piazza Fontana w Mediolanie i kilku mniejszych zamachów bombowych.
Proces Fuschiego rozpoczął się w listopadzie 1998 roku. Wielu dziennikarzy i śledczych zaangażowanych w sprawę otrzymywało groźby śmierci. W trakcie procesu nie rozpatrywano przyznania się Fuschiego do zamachów bombowych. W 1999 roku, został skazany za jedenaście morderstw na dożywocie i na dwa lata więzienia za zniesławienie służb specjalnych. Zmarł w więzieniu w 2009 roku, prawdopodobnie na zawał serca.

## Ofiary Fuschiego
| Lp. | Ofiara                       | Wiek | Data                 | Miejsce           |
| --- | ---------------------------- | ---- | -------------------- | ----------------- |
| 1.  | Maria Rosa Carpinello        | 37   | 10 listopada 1977    | Piossasco         |
| 2.  | Antonio Ferraro Giacominetto | 50   | 8 grudnia 1979       | Volpiano          |
| 3.  | Giacomo Lea                  | 48   | 11 lutego 1984       | Moncalieri        |
| 4.  | Ivo Asteggiano               | 32   | 12 czerwca 1985      | Chieri            |
| 5.  | Giovanni Peiretti            | 56   | 12 października 1985 | Carmagnola        |
| 6.  | Massimo Mantovani            | 43   | 27 maja 1987         | None              |
| 7.  | Gabriele Racca               | 46   | 12 lipca 1987        | Carmagnola        |
| 8.  | Giorgio Sedita               | 27   | 24 listopada 1990    | Rivalta di Torino |
| 9.  | Lorenzo Bertini              | 28   | 19 marca 1991        | Grosso Canavese   |
| 10. | Stefano Francese             | 27   | 25 maja 1992         | Poirino           |
| 11. | Nicola Lo Prete              | 37   | 21 lipca 1994        | Villar Dora       |